# Sedum salvadorense
Sedum salvadorense är en fetbladsväxtart som beskrevs av Paul Carpenter Standley. 
Sedum salvadorense ingår i Fetknoppssläktet som ingår i familjen fetbladsväxter. Inga underarter finns listade i Catalogue of Life.